# Konoe Nobuhiro
Konoe Nobuhiro (近衛 信尋, 1599-1649) est un noble de cour japonais (kugyō) de l'époque d'Edo (1603–1868).

## Biographie
Il est le quatrième fils de l'empereur Go-Yōzei. Sa mère est l'impératrice douairière Chūka, née Konoe Sakiko. Le tennō le désigne comme héritier de son oncle maternel, le calligraphe Konoe Nobutada (近卫 信 尹), puisque celui-ci n'a pas d'héritier légitime.
Sa cérémonie de la majorité (genpuku) se tient en 1606 puis il est successivement promu à des fonctions supérieures. Il est nommé udaijin en 1620 puis il exerce la fonction de régent kampaku de l'empereur Go-Mizunoo de 1623 à 1629. Il est aussi connu comme peintre et amateur de la cérémonie du thé. Il se fait moine en 1645 et porte alors le nom de Ōzan (応山). Il est enterré dans la tombe familiale au Daitoku-ji.
On ne sait pas qui est sa femme mais il semble qu'il ait trois enfants dont Hisatsugu qui est son héritier et meurt à l'âge de 32 ans tandis qu'il exerce la fonction de régent. Un autre fils, Kanshun 寛俊 (1648-1682), devient prêtre au Kajū-ji (勧修寺|勧修寺). Une de ses filles est consort de Tokugawa Mitsukuni (徳川 光圀; 1628-1700), deuxième daimyo du domaine de Mito.